# ケヴォン・ウィリアムズ
ケヴォン・ウィリアムズ（Kevon Williams、1991年6月7日 - ）は、アメリカ合衆国のラグビー選手。

## プロフィール
- アメリカ・テキサス州ヒューストン出身[1]。
- ポジションはスタンドオフ(SO)、ウィング(WTB)。
- 身長 178cm、体重 60kg

## 略歴
2021年、東京五輪の7人制アメリカ代表に選ばれた。
2024年、パリ2024五輪の7人制アメリカ代表に選ばれて主将を務めた。